# جراحة التنظير الوظيفي للجيوب الأنفية
جراحة التنظير الوظيفي للجيوب الأنفية (اختصارًا FESS) هي الدعامة الأساسية في العلاج الجراحي لـالتهاب الجيوب والسلائل الأنفية، بما في ذلك مشاكل الجيوب الأنفية البكتيرية والفطرية والحادة المتكررة والمزمنة. وتدعم الكثير من الأبحاث سجل سلامة ونجاح هذه الدراسة.
وجراحة التنظير الوظيفي للجيوب الأنفية هي إجراء جراحي حديث نسبيًا يستخدم المناظير الداخلية الأنفية (التي تستخدم تكنولوجيا العدسات القضبية التي ابتكرها الفيزيائي هارولد هوبكينز) عبر الخياشيم لتجنب قطع الجلد. وجاءت جراحة التنظير الوظيفي للجيوب الأنفية إلى الوجود من خلال العمل الرائد للطبيبين ميسركلينغر (Messerklinger) وستامبيرغر (Stamberger) (غراتس، النمسا). وجراحون آخرون قدموا مساهمات إضافية (تم نشرها لأول مرة في الولايات المتحدة الأمريكية بواسطة كينيدي عام 1985).

## الأسلوب
تصريف الجيوب الأمامية والجيوب الخاصة بالفك العلوي والجيوب الغربالية الأمامية في الصماخ الأوسط. وتصرف الجيوب الغربالية الخلفية في الصماخ الأنفي العلوي. ويصب العظم الوتدي في التجويف الوتدي الغربالي.
إن التلسكوبات التي تبلغ أقطارها 4 مم (للبالغين ) و2.7 مم (للأطفال) والمزودة بمجموعة متنوعة من زوايا الرؤية (من 0 درجة إلى 30 و45 و70 و90 و120 درجة) تتيح إضاءة جيدة لداخل تجويف الأنف والجيوب الأنفية. وتساعد الكاميرات عالية الدقة وأجهزة الرصد ومجموعة من أدوات الوصف الدقيقة في تحديد واستعادة علاقة الصرف والتهوية السليمة بين الأنف والجيوب الأنفية. ويمكن الحصول على الاستنباتات (وضع إفرازات الجيوب الأنفية غير الطبيعية في حاضنة للتحقق من البكتيريا والفطريات) والخزعات (فحص أجزاء صغيرة من الأنسجة تحت المجهر) بسهولة للحصول على معلومات تشخيصية قيمة لتوجيه العلاج عقب العملية الجراحية لتحقيق أفضل نتائج على المدى الطويل.
ويمكن الوصول إلى جميع الجيوب على الأقل إلى حد ما من خلال هذه الجراحة: الجيوب الأمامية التي تقع في الجبهة وجيوب الفك العلوي في الخدين والجيوب الغربالية بين العينين والجيوب الوتدية أسفل التجويف الأنفي في قاعدة الجمجمة.

## توسيع نطاق الوصول
لقد تم إنجاز الوصول إلى أورام الغدة النخامية بالتنظير الداخلي، حيث يعمل جراح الأذن والأنف والحنجرة جنبًا إلى جنب مع جراح الأعصاب، بنجاح لسنوات عديدة. وفي الآونة الأخيرة، أتاح التخصص الدقيق جنبًا إلى جنب مع التدريب والتقنيات المتقدمة أن تكون الجيوب الأنفية نهجًا منخفض المرضية نسبيًا بالنسبة لأورام محددة حتى داخل الجمجمة أو الدماغ. ويمكن أن ينقسم هذا إلى:
- الاقتراب من الحفرة الجمجمية الأمامية
- الاقتراب من الحفرة الجمجمية الوسطى
- الاقتراب من الحفرة الجمجمية الخلفية
- الوصول إلى الحفرة تحت الصدغ (بما في ذلك الشق الجناحي الحنكي)
- الوصول إلى السرج التركي
- الوصول المداري
- الوصول إلى العصب البصري

## المضاعفات
مطلوب الحذر الشديد مع هذه الجراحة نظرًا لقربها من الجيوب القريبة من العينين والأعصاب البصرية والدماغ والشرايين السباتية الداخلية. ومع ذلك، فإن هذه المخاطر الخطيرة المحتملة هي حالات نادرة، وهناك العديد من الفوائد المحتملة المترتبة على عملية التنظير الوظيفي للجيوب الأنفية التي يتم إجراؤها بشكل جيد مع الاستطبابات الملائمة. وفي حين أنه يجب أن يتمتع الجراح بقدر كافٍ من التدريب والخبرة لإدارة العملية، فإن جراحة التنظير الوظيفي للجيوب الأنفية تُعتبر واحدة من العمليات الأكثر شيوعًا يومًا بعد يوم التي يتم إجراؤها بواسطة طبيب الأنف والأذن والحنجرة في العيادات الخاصة.

## الفحص بالتصوير المقطعي المحوسب
الفحص باستخدام التصوير المقطعي المحوسب (CT) هو أداة يمكن استخدامها بواسطة الجراحين للربط الأفضل بين التشريح الجراحي والتصوير المقطعي قبل العملية الجراحية. ويتم استخدام جهاز الكمبيوتر لتحديد الموقع ثلاثي الأبعاد لرأس المسبار داخل الأنف أو الجيوب الأنفية للمريض. ويمكن للنزف وعمليات المرض والمتغيرات التشريحية بين الأفراد أن تغير رؤية الجراح أثناء الجراحة. وبالتالي، فإن المساعدة الفحصية بالتصوير المقطعي في جراحة الجيوب الأنفية تُستخدم لتحسين تحديد المواضع التشريحية وتجنب إلحاق الضرر بالهياكل الحيوية المجاورة مثل المخ والعينين.
والأدلة القاطعة على أن الفحص باستخدام التصوير المقطعي المحسوب يحسن نتائج ويقلص المضاعفات غير موجودة. وخلصت دراسة سويدية لـ 212 مريضًا يخضعون لاستئصال غربالي وتدي تم نشرها في عام 2008م إلى أن النجاح السريري للعملية كان مماثلاً سواء تم استخدام الفحص باستخدام التصوير المقطعي المحسوب أم لا، كما انخفض معدل المضاعفات بشكل طفيف.